# 高田寿典
高田 寿典（たかだ ひさのり、1981年5月30日 - 2022年3月17日）は、京都府出身の元サッカー選手。ポジションはゴールキーパー。

## 来歴
当時イングランド4部リーグであった、チェスター・シティFCの練習生を皮切りに海外のチームを渡り歩く。2012年シーズン終了後にイスラエルに渡り、トライアルに挑戦するも不合格となり、現役引退を表明した。2014年11月、日本スポーツ振興センターが東京都内で開催した合同トライアウトに参加した。
2022年3月16日、スキーをしに御嶽山の北端に位置する外輪山、継子岳（岐阜県高山市、標高2589メートル）に向かったまま連絡が途絶え、行方不明届が出された。岐阜県警のヘリコプターによる捜索の結果、翌17日午前8時ごろ、継子岳から北西約900メートル、標高約2390メートル付近の谷間で遺体で発見された。県警高山署は遺体に外傷が多いことから滑落したとみている。40歳没。

## 所属クラブ
- 1997-1999  三重県立名張西高校
- 2002-2003  チェスター・シティFC
- 2003-2004  ドロヘダ・ユナイテッドFC
- 2004-2006  リレハンメルFK（英語版）
- 2006-2007  FSVオッガースハイム
- 2007  ハイデルバーグ・ユナイテッドFC（英語版）
- 2007  東方足球隊
- 2007-2008  香港流浪
- 2008-2009  公民
- 2010-2011  ペルシタラ・ジャカルタ・ウタラ（インドネシア語版）
- 2011-2012  天水圍飛馬